# Cheilopora grandis
Cheilopora grandis är en mossdjursart som beskrevs av Canu och Bassler 1929. Cheilopora grandis ingår i släktet Cheilopora och familjen Cheiloporinidae. Inga underarter finns listade i Catalogue of Life.